# Stănești (okręg Ardżesz)
Stănești – wieś w Rumunii, w okręgu Ardżesz, w gminie Corbi. W 2011 roku liczyła 692 mieszkańców.